# Oppidum Kastel-Staadt
Als Oppidum Kastel-Staadt wird eine keltische Burganlage (Oppidum) mit einer ausgedehnten Siedlung aus der Latènezeit bezeichnet, die auf dem Gebiet der Gemeinde Kastel-Staadt (Rheinland-Pfalz) liegt. Es ist ein Bodendenkmal mit einer ca. 30 ha großen Fläche. Hervorstechendes Merkmal ist der ca. 7 m hohe und 200 m lange Erdwall, der die Bergspornsiedlung vom Plateau abriegelt.

## Topografische Lage
Das Oppidum befindet sich am Nordausgang eines längeren Durchbruchstales durch die Westausläufer des Hunsrücks. Dort wird die Saar im Westen auf kurzer Strecke von Steilwänden des Buntsandsteins gesäumt. Die Hochfläche zwischen Mosel und Saar (Saargau) fällt hier fast 200 m zur Talaue ab. Entsprechend tief einschneidende Nebentäler schufen den eindrucksvollen Plateausporn von Kastel, der auf drei Seiten von klippenartigen Felsenwänden natürlich begrenzt ist. Die Plateauverengung wird durch den eindrucksvollen Erdwall abgeriegelt.

## Denkmalbeschreibung
Der Abschnittswall
Der etwa 200 m lange Wallzug ist heute noch bis zu 7 m hoch erhalten. Ihm vorgelagert ist ein Graben. Der Abschnittswall wird von der Dorfstraße durchbrochen; vermutlich befand sich in der Antike an dieser Stelle bereits eine Durchfahrt/Toranlage.
Bei einer Baumaßnahme 1956 wurde der Wall geöffnet und es konnten Beobachtungen zu seinem Aufbau dokumentiert werden. Demzufolge hatte der Wall fünf Bauphasen, bestand aus einer Holzkastenkonstruktion mit Erdverfüllung und Steinverblendung in Trockenmauertechnik.